# Manuel Márquez Sánchez de Movellán
Manuel Márquez Sánchez de Movellán   (Prado del Rey, 2 de febrer de 1902 - segle XX) va ser un militar espanyol pertanyent al Partit Comunista d'Espanya que va lluitar en la guerra civil espanyola a favor de la República i que va aconseguir el comandament de nombroses unitats de l'Exèrcit Popular de la República.

## Guerra Civil
El juliol de 1936 estava destinat a la Guàrdia Presidencial, a Madrid, amb el grau de capità. Participà en la instrucció de les milícies comunistes del Cinquè Regiment durant els primers dies de la guerra.

### Front del Centre
A principi d'agost es va trobar al capdavant de la 1a Companyia d'Acer comunista lluitant per l'Alto del León. A la fi d'agost era al comandament del Batalló Victoria, format per milicians del Cinquè Regiment, amb el qual actua a la Serra de Guadarrama. Participa en l'acció de Peguerinos, a la fi d'agost, on les tropes rebels africanes són derrotades per primera vegada en la guerra. Davant l'avanç de l'Exèrcit d'Àfrica per la vall del Tajo, és enviat cap al 15 de setembre amb el seu batalló i amb part de la Columna Mangada al sector de Maqueda, a l'est de Talavera, d'on ha de retirar-se poc després davant l'embranzida rebel. A mitjan octubre està al capdavant de la columna Mangada que defensa el sector a l'oest d'El Escorial, tenint la seva caserna general en Santa María de la Alameda. Per aquestes dates ascendeix a comandant.
El desembre de 1936 se'l nomena cap de la recentment creada 19a Brigada Mixta. Al capdavant d'aquesta unitat participa en la batalla del Jarama, en el sector de Vaciamadrid. A la fi de març de 1937 passa a manar la 18a Divisió, i va ser substituït pel comandant Enrique García Moreno en la 19a Brigada Mixta. La 18a Divisió, pertanyent al II Cos d'Exèrcit, romandria sense activitat al front de Madrid.

### Front d'Extremadura
A mitjan novembre de 1937 se li dona el comandament del VIII Cos d'Exèrcit a Extremadura. Ascendirà a tinent coronel al maig de 1938. Després de la Batalla de la bossa de la Serena (juliol de 1938), deixa el comandament del VIII Cos d'Exèrcit al comandant Julián del Castillo Sánchez, passant a manar per uns dies el VII Cos d'Exèrcit on va rellevar el tinent coronel Antonio Rúbert de la Iglesia. Quan Prada arriba a la prefectura de l'Exèrcit d'Extremadura en substitució de l'anterior Comandant en cap, Ricardo Burillo, a la fi de juliol de 1938, una de les seves primeres mesures serà substituir Márquez pel comandant Francisco Gómez Palacios.

### De la Batalla de l'Ebre a la retirada de Catalunya
En quedar sense destinació es dirigeix al capdavant de l'Ebre. Hi va ser segon cap del XV Cos d'Exèrcit de Tagüeña i va participar en la batalla de l'Ebre. El 2 de gener de 1939 es fa càrrec en substitució de Francisco Galán de l'XI Cos d'Exèrcit del qual va ser l'últim cap i participà en la campanya de Catalunya. A principi de març de 1939 és ascendit a coronel com a part dels ascensos efectuats per Juan Negrín, al costat d'altres militars com Modesto, Líster o Casado. No obstant això, la guerra finalitza unes setmanes després i marxa a l'exili.

## Exili
S'exilia a la Unió Soviètica, i allí va fer estudis d'Estat Major a l'Acadèmia Voroshilov, sense arribar a participar en la Segona Guerra Mundial.
A principi de 1946 surt de l'URSS i es trasllada a Iugoslàvia, on és nomenat responsable dels comunistes espanyols que han arribat a aquest país. Coincideix aquí amb Tagueña, que diu d'ell que «no era mala persona, però no gaire intel·ligent i sobretot, vacil·lant i insegur en tot el que fregués problemes polítics, característica comuna dels militars professionals que les circumstàncies havien lligat al moviment comunista». L'antiga amistat amb Enrique Castro Delgado va fer que es mantingués totalment fidel a les directrius del partit durant aquests anys. El 1946 va passar a formar part de l'exèrcit iugoslau. Passaria posteriorment a Praga (Txecoslovàquia).